# Teodósio
Teodósio I, dito o Grande (nascido Flávio Teodósio, desde 19 de Janeiro de 379, em latim Dominus Noster Flavius Theodosius Augustus à sua morte, Divus Theodosius) (Coca, Hispânia Tarraconense, 11 de janeiro de 347 - Milão, 17 de janeiro de 395), foi um imperador romano de 379 até a sua morte. Promovido à dignidade imperial após o Desastre de Adrianópolis, primeiro compartilhou o poder com Graciano e Valentiniano II. Em 392, Teodósio reuniu as porções oriental e ocidental do império, sendo o último imperador a governar todo o mundo romano. Após a sua morte, as duas partes do Império Romano cindiram-se, definitivamente, em Império Romano do Oriente e Império Romano do Ocidente.
No que diz respeito à política religiosa, tomou a decisão de fazer do cristianismo niceno a religião oficial do Império, mediante o Édito de Tessalônica de 380.

## Origens e carreira

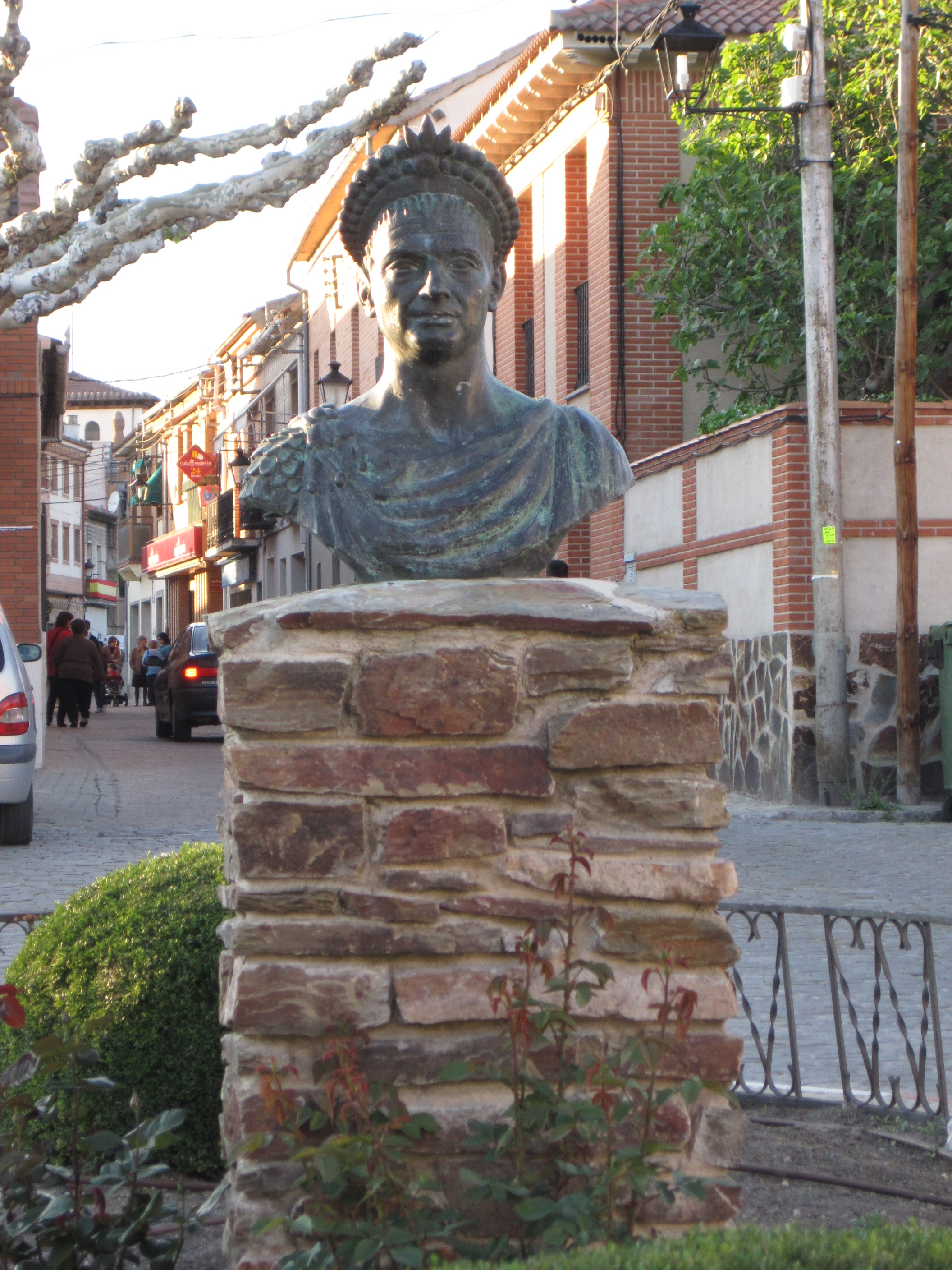
Teodósio I
Busto na localidade segoviana de Coca

Teodósio nasceu na Hispânia, em Coca. Filho do conde Teodósio, foi o último líder de um Império Romano unido - após a divisão entre os seus herdeiros, o império nunca mais seria governado por apenas um homem. Seu reinado é conhecido principalmente pelo Édito de Tessalônica, que institui o cristianismo como religião oficial do império.
Acompanhou o pai à Britânia para ajudar a acabar com a Grande Conspiração em 368. No entanto, pouco depois, à volta da época da repentina caída em desgraça e execução de seu pai, Teodósio retirou-se para a Hispânia. A razão da sua retirada, e a relação (se é que a havia) entre a morte de seu pai não é clara. É possível que tenha sido demitido de seu cargo pelo imperador Valentiniano I depois da perda de duas das legiões de Teodósio perante os sármatas em finais de 374.
A morte de Valentiniano I em 375 criou um pandemônio político. Temendo mais perseguições devido às suas relações familiares, Teodósio retirou-se para as suas propriedades hispânicas, onde se adaptou à vida de um aristocrata provincial.
Desde 364 até 375, o Império Romano era governado por dois co-imperadores, os irmãos Valentiniano I e Valente; quando Valentiniano morreu em 375, os seus filhos Valentiniano II e Graciano, sucederam-no como governantes do Império romano do Ocidente.
O imperador Graciano nomeou Teodósio co-imperador do Império Romano do Oriente em 378, após a morte do imperador Valente, morto pelos godos na Batalha de Adrianópolis (378). Teodósio, após algumas campanhas inconclusivas, acabou por fazer um tratado pelo qual os godos preservavam sua independência política no interior do Império Romano em troca da obrigação de fornecerem tropas ao exército imperial. Este tratado seria uma das causas do enfraquecimento militar romano que levaria ao saque de Roma pelos mesmos godos em 410. Por sua vez Graciano foi assassinado numa rebelião em 383, após o que Teodósio designou o seu filho mais velho, Arcádio, co-augusto para o Oriente. Após a morte do irmão de Graciano, Valentiniano II em 392, a quem ele tinha apoiado contra várias usurpações, Teodósio acabou por tomar o Ocidente do império e governou como imperador único, após derrotar o usurpador Flávio Eugénio em 6 de setembro de 394, na batalha do rio Frígido. Nomeou co-augusto para o Ocidente o seu filho mais novo Honório (em Milão, a 23 de janeiro de 393).

## Família
Teve dois filhos, Arcádio e Honório, e uma filha, Pulquéria, da sua primeira mulher Élia Flacila. Arcádio foi o seu herdeiro no Oriente e Honório no Ocidente. Pulquéria e Élia Flacila morreram em 385.
De sua segunda mulher, Gala, filha do imperador Valentiniano I e sua terceira esposa Justina. Eles tiveram três filhos: um menino, Graciano, nascido em 388 e que morreu jovem,  uma filha, Gala Placídia (392-450), que seria a mãe de Valentiniano III, e um terceiro filho, João, que morreu com a sua mãe durante o parto, em 394.

## Política diplomática com os Godos

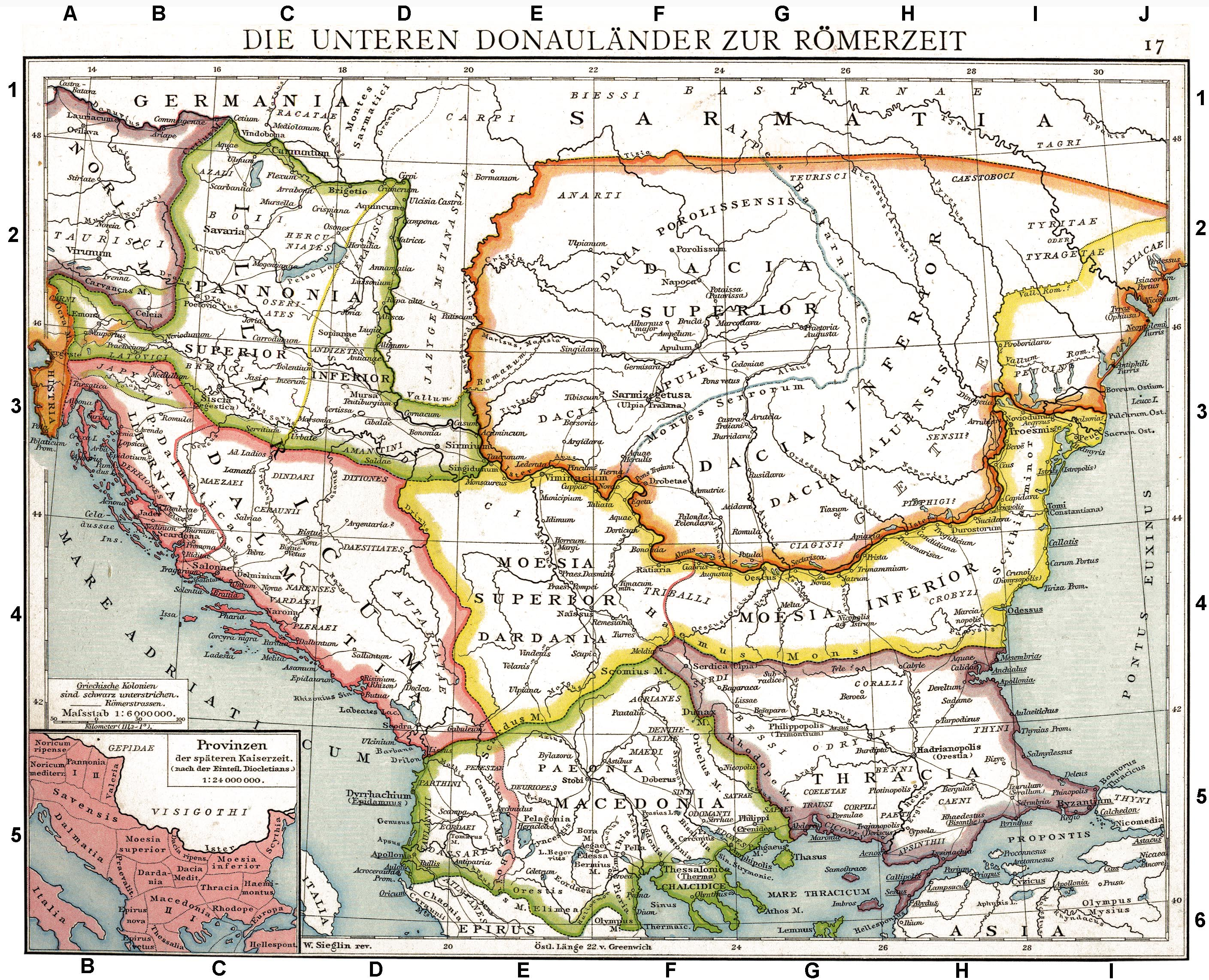
Províncias romanas ao longo do Danúbio: Dácia, Mésia e Trácia, com os Sármatas ao norte e a Germânia a noroeste

Os Godos e os seus aliados (Vândalos, Taifalos, Bastarnas e os nativos Carpianos) entrincheirados nas províncias da Dácia e Panônia inferior oriental absorveram a atenção de Teodósio. A crise gótica foi tão profunda que o seu co-imperador Graciano renunciou ao controlo das províncias ilírias e retirou-se para Tréveris na Gália para deixar que Teodósio actuasse sem impedimentos. Uma grande debilidade na posição romana após a derrota de Adrianópolis foi o recrutamento de bárbaros para lutar contra outros bárbaros. Para reconstruir o exército romano do Ocidente, Teodósio necessitava de encontrar soldados capazes e assim voltou-se para os homens mais qualificados que tinha à mão: os bárbaros recentemente estabelecidos no império. Isto causou muitas dificuldades na batalha contra os bárbaros pois os lutadores recentemente recrutados tinham pouca ou nenhuma lealdade a Teodósio.
Teodósio viu-se forçado ao caro trabalho de embarcar os seus recrutas para o Egito e substituí-los por romanos mais experientes, mas ainda existiam mudanças de alianças que produziram reveses militares. Graciano enviou generais para limpar as dioceses da Ilíria de godos (Panônia e Dalmácia), e Teodósio foi assim capaz de entrar em Constantinopla a 24 de novembro de 380, depois de duas campanhas. Os tratados finais com o resto das forças godas, firmados a 3 de outubro de 382, permitiram a amplos contingentes de godos principalmente tervíngios estabeleceram-se ao longo da fronteira danubiana meridional na província da Trácia e governarem-se a si mesmos com bastante amplitude. Os godos então estabelecidos dentro do império tiveram, como resultado dos tratados, obrigações militares de lutar pelos romanos como um contingente nacional, em oposição a estar totalmente integrados dentro das forças romanas. No entanto, muitos godos serviram nas legiões romanas e outros como federados, durante campanhas individuais; enquanto bandos de godos de lealdade duvidosa se converteram num fator desestabilizador nas lutas mortíferas pelo controlo do império. Nos últimos anos do reinado de Teodósio, um dos líderes emergentes chamado Alarico, participou na campanha de Teodósio contra Eugénio em 394, apenas para regressar ao seu comportamento rebelde contra o filho de Teodósio e sucessor no Oriente, Arcádio, pouco depois da morte de Teodósio.

## Guerras civis no império

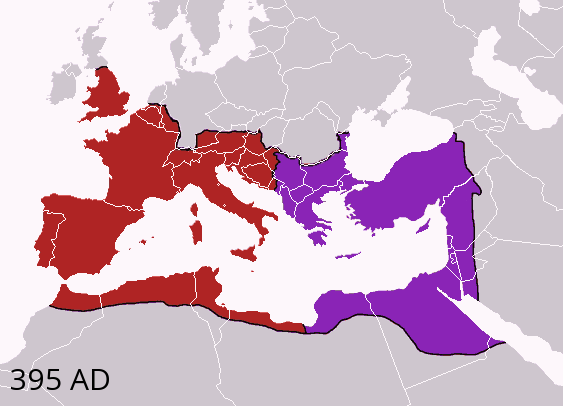
Império Romano em 395

Após a morte de Graciano em 383, o interesse de Teodósio centrou-se no Império Romano do Ocidente já que o usurpador Magno Máximo havia tomado todas as províncias do Ocidente salvo a Itália. A ameaça auto-proclamada era hostil aos interesses de Teodósio, já que o imperador reinante, Valentiniano II, inimigo de Máximo, era seu aliado. Teodósio, no entanto, foi incapaz de fazer alguma coisa com Máximo devido à sua inadequada capacidade militar e assim viu-se forçado a manter a sua atenção sem assuntos locais. No entanto, quando Máximo começou a invasão de Itália em 387, Teodósio viu-se forçado a entrar em ação. Os exércitos de Teodósio e Máximo encontraram-se em 388 em Petóvio e Máximo foi derrotado. A 28 de agosto de 388 Máximo foi executado.
Surgiram de novo problemas, depois de se encontrar Valentiniano enforcado em casa. O mestre dos soldados Arbogasto atribuiu-o a um suicídio. Arbogasto, incapaz de assumir o papel de imperador, elegeu Flávio Eugénio, anteriormente mestre de retórica. Eugénio começou um programa de restauração da fé pagã, e procurou, em vão, o reconhecimento de Teodósio. Em janeiro de 393, Teodósio deu a seu filho Honório o título de Augusto do Ocidente, aludindo à falta de legitimidade de Eugénio.
Teodósio fez campanha contra Eugénio. Os dois exércitos encontraram-se na batalha do Frígido em setembro de 394. A batalha começou a 5 de setembro de 394 com um assalto frontal total por parte de Teodósio contra as forças de Eugénio. Teodósio foi rejeitado e Eugénio pensou que a batalha estava acabada. No campo de Teodósio, a derrota do dia diminuiu a moral. Diz-se que Teodósio recebeu a visita de dois "cavaleiros celestiais vestidos todos de branco" que lhe deram ânimo. No dia seguinte, a batalha voltou a começar e as forças de Teodósio viram-se ajudadas por um fenómeno natural que produz ventos ciclónicos, que se dirigiram contra as forças de Eugénio, e romperam a linha.
O campo de Eugénio foi tomado de assalto e Eugénio foi capturado e pouco depois executado. Assim Teodósio converteu-se no único imperador.

## Teodósio, o Mecenas

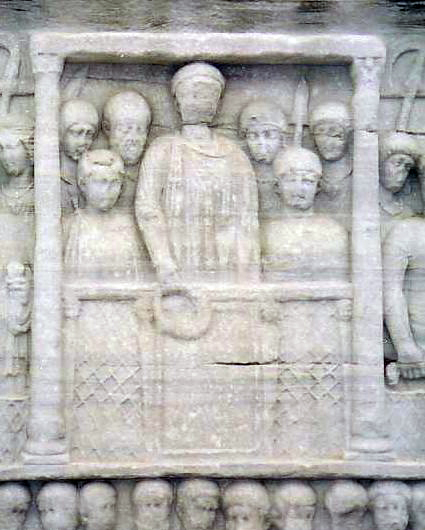
"Teodósio oferece uma coroa de louro ao vencedor"
Base de mármore do obelisco de Tutemés III no Hipódromo de Constantinopla

Teodósio supervisionou a retirada em 390 de um obelisco egípcio desde Alexandria até Constantinopla. Actualmente é conhecido como o obelisco de Teodósio e ainda permanece em pé no Hipódromo, que era o centro da vida pública de Constantinopla e cena de confusão política. Voltar a erigir o monólito foi um desafio para a tecnologia que se havia ajustado à construção de armas de cerco. O obelisco, ainda reconhecível como um símbolo solar, havia-se transportado desde Carnaque até Alexandria junto com o que hoje é o Obelisco Laterano de Constâncio II. O Obelisco Laterano foi embarcado para Roma pouco depois, mas o outro passou uma geração inteira deitado no cais devido à dificuldade que representava tentar enviá-lo para Constantinopla. Com o tempo, o obelisco fragmentou-se no trânsito. A base de mármore branco está totalmente coberta por baixo-relevos documentando a casa imperial e a façanha de engenharia de o transportar até Constantinopla. Teodósio e a família imperial estão separados dos nobres entre os espetadores no palco imperial com uma cobertura entre eles como sinal de status. O naturalismo da arte romana tradicional em semelhantes cenas deu lugar nestes relevos a uma arte conceptual: a ideia de ordem, modéstia e posição respetivamente, expressada em apertadas linhas de caras. Desta maneira começa-se a realçar que os temas formais começam a derrubar os detalhes transitórios da vida mundana, celebrados nos retratos pagãos. O cristianismo acabava de ser adoptado como nova religião de estado.
O Forum Tauri de Constantinopla foi rebaptizado e redecorado como o forum de Teodósio, incluindo uma coluna e um arco de triunfo em sua honra.

## O cristianismo niceno converte-se na religião de estado
Teodósio promoveu o trinitarismo niceno dentro do cristianismo e o cristianismo dentro do Império Romano. A 27 de fevereiro de 380, declarou o cristianismo na sua versão ortodoxa a única religião imperial legitima, acabando com o apoio do Estado à religião romana tradicional e proibindo a " adoração pública" dos antigos deuses.

### Credo niceno
No século IV, a igreja cristã estava dividida pela controvérsia sobre a divindade de Jesus Cristo, a sua relação com Deus Pai e a natureza da Trindade. Em 325, Constantino convocou o Primeiro Concílio de Niceia, que afirmou que Jesus, o Filho, era igual ao Pai, uno com o Pai, e da mesma substância (homoousios em grego). O concílio condenou os ensinamentos do teólogo Ário: que o Filho foi criado inferior a Deus Pai, e que o Pai e o Filho eram de uma substância similar contudo não idêntica. Apesar da decisão do concílio, continuou a controvérsia. Na altura da ascensão de Teodósio, havia ainda algumas facções eclesiásticas que promoviam um cristologia alternativa.

### Arianos
Embora nenhum dos principais clérigos do império tenham aderido explicitamente a Ário ou aos seus ensinamentos, ainda havia alguns que usavam a formula homoiousios, e outros que tentavam iludir o debate dizendo simplesmente que Jesus era como Deus Pai, sem falar de matéria. Todos estes não nicenos frequentemente eram denominados arianos pelos seus opositores, ainda que eles mesmos são se tenham identificado como tal.
O imperador Valente havia favorecido o grupo que usava a fórmula homoios; tratava-se da teologia predominante em grande parte do Oriente e, sob os filhos de Constantino, o Grande, introduziu-se no Ocidente. Teodósio, pela sua parte, seguia de perto o credo niceno que era a interpretação dominante no Ocidente e sustentada pela importante igreja de Alexandria.

### Estabelecimento da ortodoxia nicena

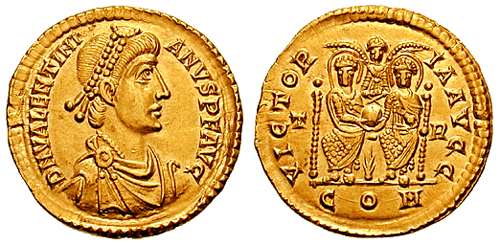
Valentiniano e Teodósio
Reverso de moeda cunhada por co-governante de Teodósio em 379-392. Tanto Valentiniano como Teodósio são representados com auréola

A 26 de novembro de 380, dois dias após ter chegado a Constantinopla, Teodósio expulsou o bispo não niceno, Demófilo de Constantinopla,e nomeou a Melécio patriarca de Antioquia, e Gregório Nacianceno, um dos padres capadócios de Antioquía, patriarca de Constantinopla.
Teodósio foi educado numa família cristã. Ele foi batizado em 380, durante uma doença severa, como era comum nos tempos dos primeiros cristãos. Em fevereiro desse mesmo ano, ele, Graciano e Valentiniano II fizeram publicar um édito deliberando que todos os seus súditos deveriam seguir a fé dos bispos de Roma e do patriarca de Alexandria (Código de Teodósio, XVI,I,2). A lei reconhecia quer a primazia daquelas duas instâncias quer a problemática teológica de muitos dos patriarcas de Constantinopla, que porque estavam sob a observação dos imperadores eram por vezes depostos e substituídos por sucessores teologicamente mais maleáveis. Em 380, o patriarca de Constantinopla era um ariano.
Historicamente, durante o período de Teodósio alguns eventos humilhantes evidenciaram a ascensão cada vez maior da Igreja Católica. Após vencer a guerra contra Máximo e ordenar o Massacre de Tessalônica, Teodósio pretendia, como era costume se sentar ao presbítero da igreja de Milão, mas foi proibido pelo bispo Ambrósio de entrar sem que antes fizesse uma confissão pública.
Ambrósio excluiu o imperador da comunhão e durante oito meses a tensão se manteve, até que Teodósio, durante o Natal, vestido com um saco de penitência, foi perdoado. Teodósio afirmaria mais tarde: "sem dúvida, Ambrósio me fez compreender pela primeira vez o que deve ser um bispo". Desde então o poder eclesiástico de julgar os poderes públicos, não só em questões dogmáticas mas também por seus erros públicos, prevaleceu até a Idade Moderna.
Em 388, a população cristã incendiou a sinagoga de Calínico, pequena cidade na Mesopotâmia. As autoridades civis informaram Teodósio, que instruiu o bispo a reconstruir a sinagoga com os próprios recursos e a punir os incendiários. Ambrósio, bispo de Milão, ouvindo disso, fez representação a Teodósio ao longo das linhas de que queimar sinagogas era agradar a Deus[carece de fontes?] e de que o príncipe cristão não teria direito de intervir. A história é complexa e, para a abreviar, basta dizer que Teodósio estava sendo forçado a submeter-se a Ambrósio e revogar as suas instruções para a restituição da sinagoga.
Esse episódio é significante, porque exemplifica a mudança do império pluralista para o Estado cristão. Teodósio começou a sua resposta à queima da sinagoga em Calínico se comportando como um imperador pagão o teria feito, ansioso de manter lei e ordem, respeitando os direitos aceitos dos judeus. Ambrósio desafiou o auto-entendimento da sua qualidade de imperador, encarregando-o a comportar-se como imperador cristão, que não deveria mostrar boa vontade aos judeus, ou até equidade simples. Isso era, segundo Ambrósio, inconsistente com a Cristandade.[carece de fontes?] O dever do imperador cristão, segundo Ambrósio, era garantir o triunfo da verdade (na sua visão, o cristianismo) sobre o erro (na sua visão, o judaísmo). Teodósio capitulou, e a Igreja tinha a última palavra. A separação entre o cristianismo e o judaísmo, efetivada teologicamente em 325 no Primeiro Concílio de Niceia, era agora lei sob os imperadores romanos, que tomaram os seus conselhos da Igreja. O incidente de Calínico é o símbolo da conquista do antissemitismo eclesial. A Igreja podia agora manejar, e manejou, para influenciar a legislação imperial num modo danoso para os judeus.[carece de fontes?]
Mas foi justamente em virtude do crescimento do poder do catolicismo que ocorreu a sobrevida ao Império Romano do Oriente,[carece de fontes?] já que o do Ocidente passaria a ser dirigido a partir do ano de 476 por povos então chamados de bárbaros.

## Conflitos pagãos durante o reinado de Teodósio I

### Morte do Imperador Romano do Ocidente Valentiniano II
A 15 de maio de 392 Valentiniano II foi encontrado enforcado na sua residência na cidade de Vienne na Gália. O pagão e soldado franco Arbogasto, protetor de Valentiniano e mestre dos soldados, afirmou que era um suicídio. Arbogasto e Valentiniano haviam disputado frequentemente o governo sobre o Império romano do Ocidente, e Valentiniano também se havia queixado do controlo de Arbodasto sobre Teodósio. Assim quando a noticia da sua morte chegou a Constantinopla, Teodósio acreditou, no menos suspeito, que Arbogasto estava mentindo e que havia tramado o desaparecimento de Valentiniano. Estas suspeitas aumentaram com a elevação por Arbogasto de um tal Eugénio, oficial pagão, à posição de Imperador do Ocidente, e as veladas acusações que Ambrósio, o bispo de Milão, lançou durante a oração fúnebre por Valentiniano.
A morte de Valentiniano II fez estalar a guerra civil entre Eugénio e Teodósio sobre o governo do Ocidente na batalha do Frígido. O resultado, a vitória oriental, levou à última e breve unificação do Império Romano sob Teodósio, e à última e irreparável divisão do Império após a sua morte.

### Interdição do paganismo
Durante a primeira parte de seu governo, Teodósio parece ter esquecido o prestigio semioficial dos bispos cristãos; de facto, havia verbalizado o seu apoio à conservação de templos e estátuas pagãs como edifícios púbicos úteis. No princípio de seu reinado, Teodósio era bastante tolerante com os pagãos, pois necessitava do apoio da influente classe dirigente pagã. No entanto, com o tempo, erradicaria os últimos vestígios do paganismo com grande severidade. A sua primeira tentativa de dificultar o paganismo foi em 381 quando reiterou a proibição de Constantino do sacrifício.
Em 388 enviou um prefeito à Síria, Egito, e Ásia Menor com o propósito de dissolver associações pagãs e destruir os seus templos. O Serapeu de Alexandria foi destruído nesta campanha. Numa série  de decretos chamados os «decretos teodosianos» progressivamente declarou que aquelas festas pagãs que não se haviam convertido em festas cristãs seriam então dias de trabalho (em 389).
Em 391, reiterou a proibição de sacrifícios de sangue e decretou, segundo Router, 1997, que «ninguém irá aos santuários, passeará pelos templos, ou elevará seus olhos a estátuas criadas por obra do homem». Os templos que assim fecharam foram declarados «abandonados», e o bispo Teófilo de Alexandria imediatamente destacou um pedido de licença para demolir um lugar e cobri-lo com uma igreja cristã, um acto que deve ter recebido aprovação geral, como o mitraísmo formando criptas de igrejas, e templos formando os alicerces de igrejas do século V aparecem por todo o Império Romano.
Teodósio participou em ações dos cristãos contra os principais lugares pagãos: a destruição do gigantesco Serapeu de Alexandria por soldados e cidadãos cristãos locais em 392, de acordo com as fontes cristãs autorizadas por Teodósio (extirpium malum),para ser vista em contraste com um complicado fundo de violência menos espectacular na cidade: Eusébio menciona lutas de rua em Alexandria entre cristãos e não cristãos já no ano de 249, e os não cristãos haviam participado nas lutas a favor e contra de Atanásio em 341 e 356. «Em 363 matarão o bispo Jorge por actos repetidos de manifesto escândalo, insulto e pilhagem dos tesouros mais sagrados da cidade». Que a destruição do Serapeu significara a destruição ou saque da biblioteca, que a biblioteca houvera deixado de existir antes, ou que os fundos foram conservados noutro lugar, é um assunto que ainda não está claro.
Por decreto de 391, Teodósio acabou também com os subsídios que ainda escorriam em alguns restos de paganismo civil greco-romano. O fogo eterno do Templo de Vesta, no Fórum Romano, foi extinguido e as virgens vestais foram dissolvidas. As pessoas que celebravam algum auspicio e/ou praticavam os rituais pagão seriam castigados. Membros pagãos do senado em Roma apelaram a Teodósio para restaurar o Altar da Vitória na sede do senado, mas este negou-se. Depois dos últimos Jogos Olímpicos de 393, Teodósio cancelou os jogos, rotulando-os de pagãos. Acabou-se assim com o cálculo das datas pelas Olimpíadas. Agora Teodósio representa-se a si mesmo nas moedas segurando o lábaro.
A aparente mudança de política que se observa nos «decretos teodosianos» tem sido atribuída frequentemente à crescente influência de Ambrósio, bispo de Milão. Merece a pena destacar que em 390, Ambrósio havia excomungado Teodósio, que recentemente havia ordenado o massacre de 7 000 habitantes de Salonica, em resposta ao assassinato do seu governador militar estabelecido na cidade, e que Teodósio levou a cabo vários meses de penitência pública. A excomunhão foi temporária e Ambrósio não o readmitiu até que Teodósio mostrasse público arrependimento, demonstrando assim a sua autoridade frente ao imperador.

## Morte

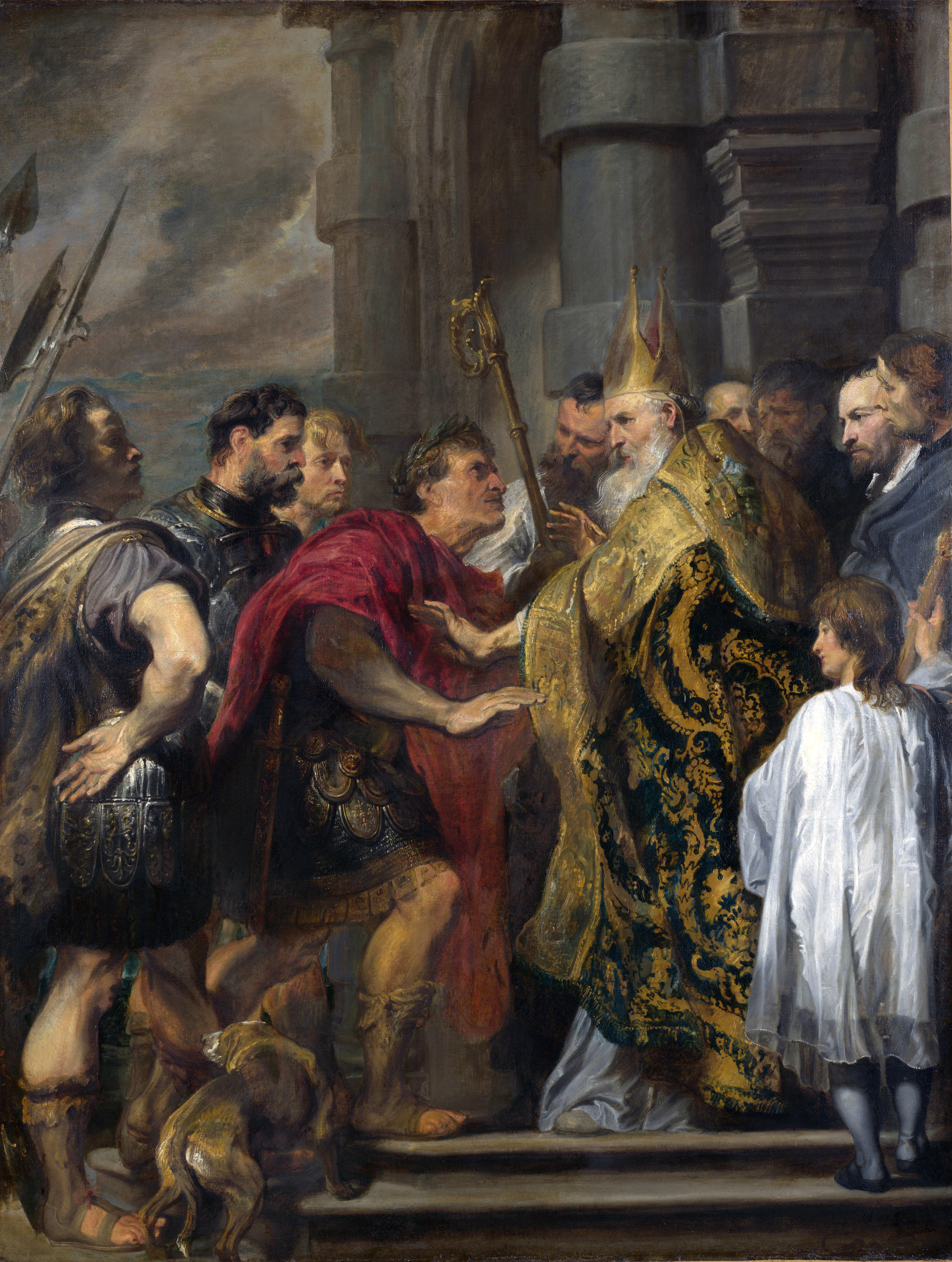
Santo Ambrósio e o imperador Teodósio
Por Anton van Dyck

Teodósio morreu em Milão, depois de combater um edema vascular, a 17 de janeiro de 395. Ambrósio organizou e logrou que seu corpo repousasse numa propriedade em Milão. Ambrósio pronunciou um panegírico intitulado De Obitu Theodosii ante Estilicão e Honório no qual Ambrósio detalhou a supressão da heresia e o paganismo por Teodósio. Os seus restos mortais foram trasladados definitivamente para Constantinopla a 8 de novembro de 395. A Igreja Ortodoxa reconhece-o como santo.

## Cronologia
- 347 - Nasce em Cauca, atual Coca (Segóvia, Espanha) com o nome de Flávio Teodósio, filho de Termância e de Flávio Honório Teodósio, o velho, lugar-tenente hispano e um dos generais mais prestigiados de Valentiniano I, dito duque eficacíssimo (dux efficacisimus) (chefe, ou general, altamente eficaz) por isso.
- 368-369 - Teodósio, ainda jovem, luta junto com seu pai contra os pictos (assim chamados os povos da região da moderna Escócia (Scotia) que pintavam seus corpos para a guerra), na Britânia, detrás da famosa Muralha de Adriano que separava a província da Scotia e contava com 117 quilômetros de comprimento.
- 370-371 - Teodósio luta contra os alamanos nos chamados Campos Decúmanos (Floresta Negra) entre a França e a Alemanha.
- 372-372 - Idem contra os Sármatas, povo do sul da Rússia, que entravam na Bulgária atual, nos Bálcãs.
- 373 - Primeira pugna entre santo Ambrósio, bispo de Milão, com o poder temporal. Morte de Santo Efrém de Nísibis).
- 374 - Com a idade de 27 anos, como duque na diocese (diocesis; novas subdivisões romanas criadas por Diocleciano) da Mésia, no Danúbio, derrotou de novo os Sármatas. Além da experiência militar, tanto pai como filho, ambos de origem aristocrática (daí o nome de Flávio) eram experientes com os cavalos hispanos, famosos por suas atitudes para a guerra e sobretudo para as carreiras que tanto apaixonavam os contemporâneos. Aurélio Símaco, um dos senadores romanos mais notáveis na época, importou cavalos de suas propriedades hispanas para as carreiras com que devia comemorar a prefeitura de seu filho em Roma. Desses cavalos, combinados com os do norte da África, resultou a raça chamada "árabe", tão estimada como puro sangue nas corridas modernas. Seu pai era na época mestre da cavalaria  nomeado pelo imperador Valentiniano I. Na mesma data das vitórias do filho na Mésia, o pai foi enviado com plenos poderes ao norte da África para reprimir a revolta de Firmo.
- 375 - Ao morrer Valentiniano I de doença quando se tratava em Sirmio (atual Sremska Mitrovica, na Sérvia, ao oeste de Belgrado) em repelir os Quados (povos de origem suábia do centro da Alemanha, atualmente Augsburgo), sucede-lhe Graciano (r. 367–383), o filho, então com 16 anos, que reconhece Valentiniano II, seu meio-irmão de 4 anos, como augusto. Devido a maquinações da corte de Graciano, a sorte dos dois Teodósios mudou. O pai foi preso e executado em Cartago e, apesar de cristão, só se batizou na hora da morte como era o costume na época. Teodósio, o jovem, retirou-se à Diocese da Hispânia durante três anos, possivelmente para as propriedades de um tio chamado "Materno Cinégio". Aí casa com sua compatriota Élia Flacila da que teve logo o primeiro filho, Arcádio, logo Honório e a filha Pulquéria.
- 378 - devido à derrota na Batalha de Adrianópolis, Graciano chama Teodósio, que derrota os Sármatas.
- 379 - Graciano nomeia Teodósio I, "imperador do Oriente". Ao provar Teodósio sua habilidade como militar, derrotando os visigodos, causadores do desastre de Adrianópolis, Graciano o proclamou co-imperador, dando-lhe o domínio do Oriente junto com as dioceses da Dácia e Macedônia.
- 380 - Teodósio, "Augusto do Oriente", após a paz com os godos, entra triunfante em Constantinopla, que será sua capital e lugar de residência habitual até 388, quando se dirige a Mediolano. Aparece a crônica de São Jerônimo. Pelo Édito de Tessalônica, de Teodósio I, se confirma o cristianismo como religião de Estado no império. Teodósio batiza-se como cristão devido a uma grave doença, contraída em Tessalônica, escolhida por ele como capital temporária, sendo assim o primeiro imperador romano que exerceu o poder estando batizado, apesar dos seus predecessores, desde Constantino, à exceção de Juliano, se declarassem cristãos e tentassem se comportar como tais. Foi talvez por isso que foi o primeiro imperador que recusou o título de pontífice máximo (pontifex maximus), que podemos traduzir por "Supremo Guardião" dos velhos cultos romanos. Como reconhecesse que os bárbaros, especialmente os teutônicos e germânicos, podiam ajudar o exército, bastante minado pelas lutas internas, Teodósio os admitiu como soldados e oficiais, de modo que em suas dioceses (subdivisões civis) tanto romanos como teutônicos se encontravam entre seus generais. Em Constantinopla, constrói as muralhas e o fórum (Praça), o maior da época, ao estilo de Trajano em Roma. Teodósio, consanguíneo com a família Élia, da qual procedia sua esposa, era hispano como Trajano e com o qual tinha grande semelhança: loiro, de mediana estatura e de agradável aspecto, quis imitar nisto seu predecessor. Junto com Graciano, editam um decreto que manda que todos os súditos deviam professar a fé dos bispos de Roma e Alexandria. Os templos dos arianos e heréticos não podiam ser chamados de igrejas.
- 381 - As forças bárbaras, especialmente os visigodos, invadiam as províncias do sul do rio Danúbio constantemente desde 375. Teodósio que não podia contar com as forças de Graciano, buscou a paz através de uma coexistência pacífica. Por isso, recebeu o rei dos visigodos Atanarico de maneira amigável. Neste mesmo ano busca a paz ente os diversos grupos cristãos. Ele se declara imperador "pela graça de Deus" e por isso convoca um Concílio Ecumênico, o segundo da Igreja, em Constantinopla, agora capital de seu império. Os arianos e seus partidários são condenados.
- 382 - Teodósio conclui um tratado (foedus) com os visigodos, que então recebem um território dentro dos limites do império, ao sul do Danúbio, a Mésia. Eles se comprometiam como federados a ajudar o império com soldados, defendendo sua fronteira oriental e receberam como missionário cristão o bispo Úlfilas, que os converteu ao arianismo. Assim permaneceram na Mésia até 395, quando por ocasião da morte de Teodósio e sob o comando do rei Alarico I, invadiram a Grécia por quatro anos e, em 401 a Itália.
- 383 - Na primavera, Graciano é derrotado por Magno Máximo. Graciano escapa da derrota e é traído por seu general Andragácio que o mata em Lyon. Máximo, de origem hispana e parente de Teodósio, foi proclamado imperador pelas tropas da diocese da Britânia, então pertencente à prefeitura das Gálias que correspondia às dioceses de Hispânia, Britânia, Viena e Gália. Assim, Máximo se tornou dono da prefeitura da Gália. Morto Graciano, Máximo, defensor do catolicismo niceno porque a imperatriz Justina, mãe do pequeno Valentiniano II, meio-irmão de Graciano, era de religião ariana, é reconhecido como imperador por Teodósio e escolhe como capital Tréveris. Valentiniano II, filho de Graciano, jurado augusto aos 4 anos, tinha nesta época 12 anos e se refugia com sua mãe em Mediolano, como imperador das prefeituras de Itália (dioceses da Itália Anonária e Suburbicária, e Panônia ou Ilírico). Valentiniano II reconhece Máximo como imperador. Este eleva seu filho Flávio Victor ao status de "augusto". Também Teodósio nomeia seu filho Arcádio como "augusto" por motivo da quinquenália (cinco anos como imperador). Neste mesmo ano, Élia Flacila é também exaltada à categoria de "augusta", título que lhe garantia a coroa ou diadema, o paludamento ou manto púrpura e o broche imperial. Também recebeu o poder de cunhar moedas com sua imagem. As últimas "augustas" foram Helena, mãe, e Fausta, esposa de Constantino I. Talvez pelo destino de Fausta, condenada à morte por pressuposto adultério por Constantino, nenhuma mulher foi, até a ocasião de Flacila, elevada a essa categoria. Flacila, a "consciência de Teodósio", era fervorosa católica-nicena e antiariana.
- 384 - Sirício é o novo Papa (título que pela primeira vez recebe o bispo de Roma). Criador das decretália que serão instrumentos habituais da soberania dos papas. Sua carta a Himério bispo de Tarragona (Espanha) é muito importante.
- 386 - Morte de Élia Flacila, chamada Flacila, a esposa, também de origem hispana, mãe de seus dois filhos, Arcádio e Honório, e de Pulquéria.
- 387 - Máximo invade a Itália, forçando Valentiniano II e família a fugir para Tessalônica.
- 388 - Novas núpcias com Gala, filha de Valentiniano I e de Justina, a ariana mais famosa de seu tempo. Teodósio abandona Constantinopla para enfrentar Máximo. Escolhe como general supremo Estilicão, meio gaulês, meio romano, casado com sua sobrinha predileta, Serena, e se dirige ao Ilírico. Envia uma flotilha a Roma com Valentiniano II (então com 17 anos). O estratagema de Teófilo, que era o patriarca de Alexandria, apelidado, por suas riquezas e poder, de "faraó cristão". Habitava então o Alto Egito um monge, João de Licópolis que, por seu poder de predizer o futuro, era consultado com freqüência por Teodósio. Naquele tempo, os augúrios sobre o resultado de uma batalha eram compartilhados por todos os povos e eram usuais as consultas aos deuses pagãos ou ao Deus cristão. Teófilo serviu-se de um estratagema que não deu certo. Enviou a Roma um monge de sua confiança, Isidoro, com duas cartas: uma para Máximo, felicitando-o pela vitória e outra para Teodósio com o mesmo conteúdo. Evidentemente, quem fosse o vencedor deveria apresentar uma ou outra, com a qual o poderoso patriarca teria previsto a vitória e seria dono de um Dom profético inestimável. Por sorte ou azar, quando Isidoro esperava em Roma, as cartas caíram nas mãos de um diácono que o acompanhava e a patranha foi descoberta. Na realidade, ambos os exércitos se enfrentaram em Aquileia, norte da Itália, às margens do rio Sava.[necessário esclarecer] Máximo foi derrotado e morto mas Teodósio tratou seus seguidores com clemência. Teodósio então se dirigiu a Milão, permanecendo na Itália 3 anos. Pela primeira vez Ambrósio e Teodósio se encontram em Mediolano. Teodósio, como era costume no Oriente, intentou sentar-se no presbitério durante a Missa. Mas Ambrósio o expulsou sem cerimônia. Teodósio então proibiu que Ambrósio recebesse as informações do conselho imperial. Neste mesmo ano alguns monges incendiaram a sinagoga de Calínico na Mesopotâmia e Teodósio obrigou o bispo da cidade a reconstruí-la. Ambrósio num sermão pronunciado na presença de Teodósio condenou a atitude deste e do conselheiro imperial Timásio, opondo Igreja à Sinagoga. À resposta de Teodósio dizendo que os monges cometiam muitos crimes, Ambrósio o ameaçou com a excomunhão e Teodósio cedeu. Sem dúvida que a razão legal estava com imperador, porque o judaísmo estava permitido pelas leis do Estado.
- 389 - Teodósio, junto com seu filho de 4 anos Honório, futuro imperador, visita pela primeira vez Roma. Nela estava o senado romano, que aportava ao império os quadros mais importantes da administração. Embora o processo da conversão ao Cristianismo tinha avançado muito entre os aristocratas, a maioria dos senadores de Roma eram, ainda no final do século IV, hostis à política religiosa e cristã de Teodósio. Algumas famílias o tinham demonstrado acolhendo com entusiasmo a invasão de Máximo na Itália. Símaco, o orador mais famoso e o Porta-voz do Senado, tinha dirigido ao usurpador Máximo um discurso de boas-vindas. Nesta ocasião foi Pacato quem saudava Teodósio como o homem que ao vencer o tirano devolveu a liberdade perdida a Roma, restaurando a ordem no império. Teodósio tinha então a plena maturidade dos 40 anos, era casto, austero e frugal, respeitoso com as leis e os direitos humanos, odiava o derramamento de sangue e com um profundo sentimento de amizade, repartia ofícios entre seus amigos e era acessível aos seus súditos o que constituía uma atitude muito rara entre os monarcas do Baixo Império. O elogio agradou a Teodósio de modo que pouco mais tarde nomeou Pacato para conde das coisas públicas (comes rei publicae) ou vigário da Diocese da África. Em Roma, Teodósio conhece Dâmaso, o Papa, também de origem hispana e se tornam amigos.
- 390 - Condenada a homossexualidade pelo imperador.
- 391 - Por lei, proibiu às mulheres serem diaconisas antes dos 60 anos e às diaconisas nomear herdeiros à Igreja, aos pobres e ao clero. Proibiu também aos monges morar nas cidades. Todas estas leis tinham a intenção de manter a independência ante o poder eclesiástico, assim como foi a nomeação de dois cônsules pagãos, Símaco (inimigo de Ambrósio) e Tatieno. Porém no mesmo ano proibiu os sacrifícios e a visita aos templos pagãos. Uma briga entre sua segunda esposa e seu filho mais velho Arcádio o levou de novo a Constantinopla.

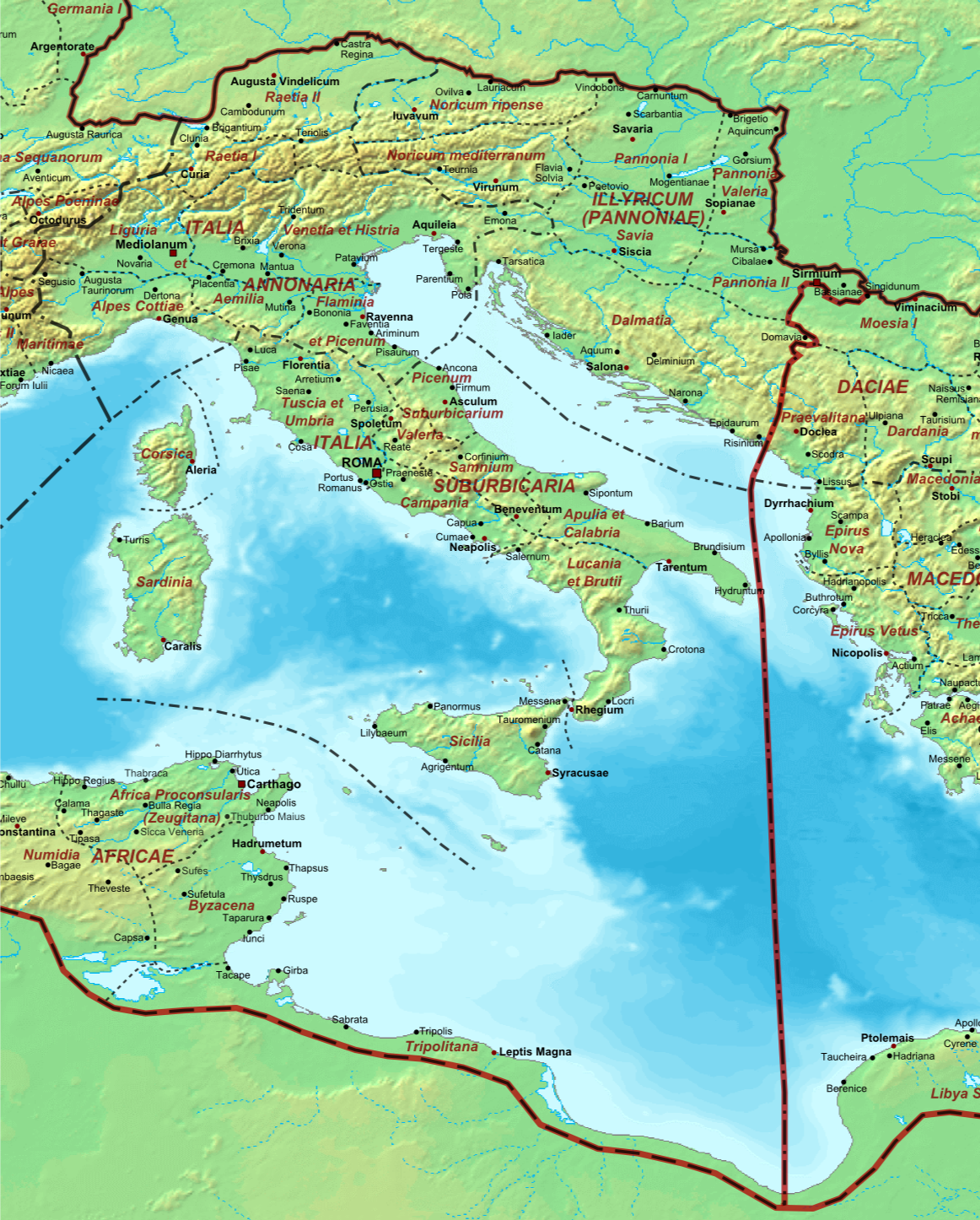
Itália romana por volta de 400

- 392 - Arbogasto, o general protetor de Valentiniano II parece que matou seu dono. Como Arbogasto era de origem bárbara, não podendo ocupar o trono, escolheu para este cometimento um "homem de palha", o retórico Eugênio, cristão só de nome, que ao não contar com o apoio de Ambrósio nem de Teodósio, buscou a nobreza senatorial pagã, dirigida por Nicômaco Flaviano, que viu nele a última possibilidade de sobrevivência da Roma antiga ante o cristianismo emergente e triunfador.
- 393 - Em janeiro, levou seu segundo filho Honório de 8 anos à dignidade de augusto, pois Valentiniano II estava morto e o Ocidente precisava de um imperador legítimo. Ainda nesse ano, proibiu os Jogos Olímpicos, por ser uma manifestação de um ritual pagão.
- 394 - Teodósio enfrenta as forças de Eugênio no norte da Itália. A vanguarda de Teodósio formada por visigodos comandados por Alarico I, vândalos por Estilicão e até hunos, foi derrotada na batalha do rio Frígido, nas proximidades do rio Soča (em italiano, rio Isonzo), na atual Eslovênia. Mas no dia seguinte, quando Teodósio se encontrava em situação difícil aconteceu um fato considerado miraculoso: suscitou-se uma furiosa tempestade com um vento inesperado soprando com violência contra as tropas inimigas, que quase as cegou anulando assim o efeito e suas setas e contribuiu para a desordem e fuga dos inimigos. Mortos Eugênio, Arbogasto e Nicômaco Flaviano, Teodósio se mostrou benigno com os contrários. A vitória foi comemorada como o segundo triunfo do cristianismo contra os pagãos, uma repetição da realizada na ponte Mílvio por Constantino I. Teodósio se apresenta em Milão e Ambrósio lhe proíbe receber os sacramentos até aceder suas petições de clemência para com os vencidos.
- 395 - Em janeiro deste ano Teodósio morre de doença, pronunciando suas últimas palavras que foram as do salmo 116(5): Diligo Dominum quia audivit vocem obsecrationis meae - "Amo o Senhor porque ouviu a voz de minha súplica". Deixou ao cuidado de Ambrósio seus dois filhos, Arcádio, enfermiço de 17 anos e Honório de 10. Estilicão, o general de origem vândala casado com sua sobrinha Serena, foi o encarregado de cuidar de Honório, augusto do Ocidente enquanto Rufino cuidava de Arcádio, augusto do Oriente. Mas o império estava agonizando e praticamente morria com seu último grande imperador.